# Joachim (Münsterberg-Oels)
Joachim von Münsterberg (auch: Joachim von Podiebrad; Joachim von Münsterberg-Oels, tschechisch Jáchym z Minstrberka; * 18. Januar 1503 in Oels; † 27. Dezember 1562 in Breslau, Fürstentum Breslau) war Herzog von Münsterberg und 1536–1542 Herzog von Oels. Zudem führte er den Titel eines Grafen von Glatz. 1545–1560 war er Bischof von Brandenburg.

## Leben
Joachim entstammte dem Münsterberger Familienzweig des böhmischen Adelsgeschlechts Podiebrad. Seine Eltern waren Karl I. von Münsterberg und Oels und Anna (1480/83–1541), Tochter des Herzogs Johann II. von Sagan. Auf Veranlassung seines Vaters wurde Joachim 1515–1517 von Johann Heß erzogen, der zu der Zeit ein Kanonikat in Neisse besaß. Mit ihm ging Heß für zwei Jahre an die Universität zu Prag.
Nach dem Tod ihres Vaters Karl I. 1536 regierten die Brüder Joachim, Heinrich II., Johann und Georg II. zunächst gemeinsam. Am 25. Juni 1536 verliehen sie in einer gemeinsamen Urkunde der zum Herzogtum Münsterberg gehörigen Stadt Silberberg die Rechte einer freien Bergstadt.
Im Gegensatz zu ihrem Vater bekannten sich Joachim und seine Brüder zur lutherischen Lehre. 1537 vertrieben sie die katholischen Geistlichen aus Münsterberg und beriefen evangelische Prediger. Im selben Jahr erhielt Joachim in Bautzen vom Brandenburger Kurfürsten Joachim II. die Zusage der Anwartschaft auf das Bistum Lebus oder Brandenburg, sobald eines frei werden würde. Im Gegenzug verzichteten Joachim und seine Brüder auf ihre Ansprüche auf das  Herzogtum Crossen.
1542 verpfändeten Joachim und seine Brüder das verschuldete Herzogtum Münsterberg an ihren Onkel Herzog Friedrich II. von Liegnitz. Johann setzte die Regierung im Herzogtum Oels fort und Heinrich II. regierte bis 1548 das Teilherzogtum Bernstadt.
Gegen den Widerstand des Domkapitels, das sich gegen die Durchsetzung der Reformation sträubte, übertrug der Brandenburger Kurfürst Joachim II. am 6. November 1545 entsprechend seiner Zusage aus dem Jahre 1537 das Bistum Brandenburg an Joachim von Münsterberg, der nun öffentlich zur lutherischen Lehre übertrat. Mit der Ernennung erreichte er den Rang eines Reichsfürsten und war somit den Brandenburger Markgrafen gleichgestellt. 1560 verzichtete er zugunsten des brandenburgischen Kurprinzen Johann Georg auf die weltliche Herrschaft über das Bistum. Es wurde nach dem Tod des Kurfürsten Joachim II. 1571 dem Kurfürstentum eingegliedert.